# Red Lake (Ontario)
Red Lake – miejscowość (ang. town) w Kanadzie, w prowincji Ontario, w dystrykcie Kenora, nad jeziorem o tej samej nazwie. Powierzchnia wynosi to 610,3 km². Według danych spisu powszechnego z roku 2016 Red Lake liczyło 4107 mieszkańców (6,72 os./km²).

## Historia
Okolice Red Lake zostały zasiedlone około 8000 lat temu przez Indian będących przodkami dzisiejszych Odżibwejów i Kri.
Red Lake powstało jako punkt handlowy Kompanii Zatoki Hudsona w roku 1790. Rozwój miejscowości związany był z odkryciem złóż złota w 1897, choć ze względu na trudny dostęp do regionu wydobycie na przemysłową skalę rozpoczęło się dopiero w 1925 roku. W 1926 roku w związku z gorączką złota do miejscowości przybyło 3000 osób. W latach 30. i 40. XX wieku w Red Lake funkcjonowało 12 kopalni.
W 1946 roku do miejscowości doprowadzono drogę.
W latach 60. i 70. nastąpił upadek górnictwa złota i większość kopalni została zamknięta. W latach 80. otwarto 4 nowe, ale tylko na krótki czas. Obecnie tylko w jednej kopalni w Balmertown prowadzi się wydobycie.

## Podział administracyjny
Red Lake podzielone jest na 6 części (community): Madsen, Red Lake, Balmertown, Cochenour, McKenzie Island and Starratt-Olsen.

## Transport
Red Lake jest połączone z resztą Kanady za pośrednictwem drogi nr 105, która biegnie przez Ear Falls do Vermilion Bay, gdzie łączy się z drogą nr 17 do Winnipeg, Kenora i Dryden.
Lokalny port lotniczy Red Lake służy jako hub dla połączeń dalej na północ i jest obsługiwany przez cztery linie lotnicze: North Star Air, Bearskin Airlines, Superior Airways i Wasaya Airways.